# آلسست
آلسِست (به انگلیسی: Alcest) یک گروه پست بلک متال فرانسوی اهل باگنولز-سور-سز (Bagnols-sur-Cèze) است که توسط نژ (استفان پو) تأسیس و رهبری می‌شود. این گروه در سال ۲۰۰۰ به عنوان یک پروژه تک‌نواز بلک متالی توسط نژ آغاز شد، سپس به تریویی تبدیل شد، اما اعضای آگنور و آرگوت پس از انتشار اولین دموی آنها در سال ۲۰۰۱ گروه را ترک کردند و نژ به عنوان تنها عضو باقی‌مانده در گروه باقی ماند. در سال ۲۰۰۹، درامر وینترهالتر از گروه له دیسکریت (Les Discrets) به آلسِست پیوست و پس از هشت سال همراهی با نژ به عنوان تنها عضو تمام وقت آن شد.
آلسِست از زمان تأسیسش، شش آلبوم استودیویی و تعدادی از EPها و آثار تقسیم شده را منتشر کرده‌است. آلبوم چهارم آن، به نام «شلتر» که در سال ۲۰۱۴ منتشر شد، نشانگر یک تغییر دراماتیک به سمت یک صدای شوگیزینگ است، در حالی که آلبوم بعدی آن به نام «کوداما» (منتشر شده در سال ۲۰۱۶) به سبک سابق بلک‌گیزش بازگشت کرد. این گروه به‌طور گسترده‌ای به عنوان پیشگام در سبک متال بلک‌گیز/پست-بلک متال، به ویژه با EP سال ۲۰۰۵ خود با نام «لو سکرت» (Le Secret)، شناخته می‌شوند.

## تاریخچه

### شکل‌گیری و سال‌های اولیه (۲۰۰۰–۲۰۰۶)
آلسِست در سال ۲۰۰۰ به عنوان یک پروژه تک‌نواز توسط نژ تشکیل شد. بلافاصله پس از آن، گروه به یک ترکیب سه نفره بلک متالی تبدیل شد، شامل نژ به عنوان خواننده، گیتار ریتم/آکوستیک و درام، آرگوت به عنوان بیس و آگنور به عنوان گیتار اصلی.
در سال ۲۰۰۱، گروه یک نسخه نمونه چهار آهنگی با نام «تریستس ایورنال» (Tristesse Hivernale) را با دراکار پروداکشن (Drakkar Productions) منتشر کرد که در آن آگنور ملودی اصلی قطعه «لا فوره دو کریستال» را نوشت. مدت زمان کوتاهی پس از انتشار نمونه، گروه دوباره به یک موجودیت تک نفره تبدیل شد، و نژ آلسِست را به سمتی شخصی‌تر هدایت کرد. نژ که در ابتدا آلسِست را به عنوان یک وسیله برای ایجاد بلک متال سرد و خام تشکیل داده بود، با ادامه"تریستس ایورنال" با عنوان "لو سکرت" (Le Secret) از رویکرد مینیمالیستی فاصله گرفت. این EP که در ماه مه ۲۰۰۵ منتشر شد، مقدمه ای بر مفهومِ جدیدِ پشتِ آلسِستِ بازسازی شده ایجاد کرد.

### آلبوم سوونیر دون اوتر موند و اکای دو لون (۲۰۰۷–۲۰۱۱)

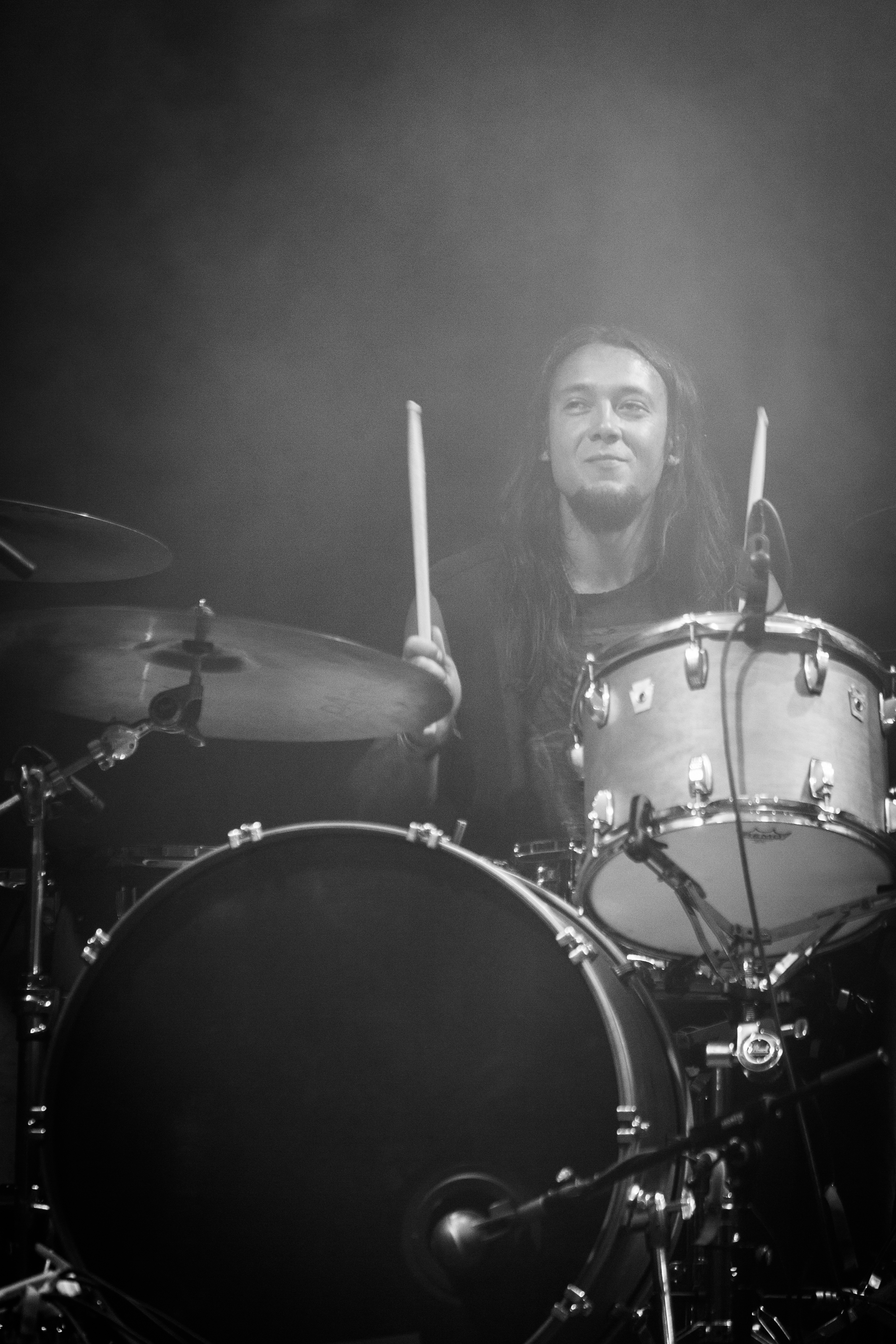
پس از هشت سال یک پروژه تک نفره، آلست در سال ۲۰۰۹ زمانی که وینترهالتر (تصویر در سال ۲۰۱۶) به عنوان درامر به آن ملحق شد، به یک گروه دوتایی تبدیل شد.

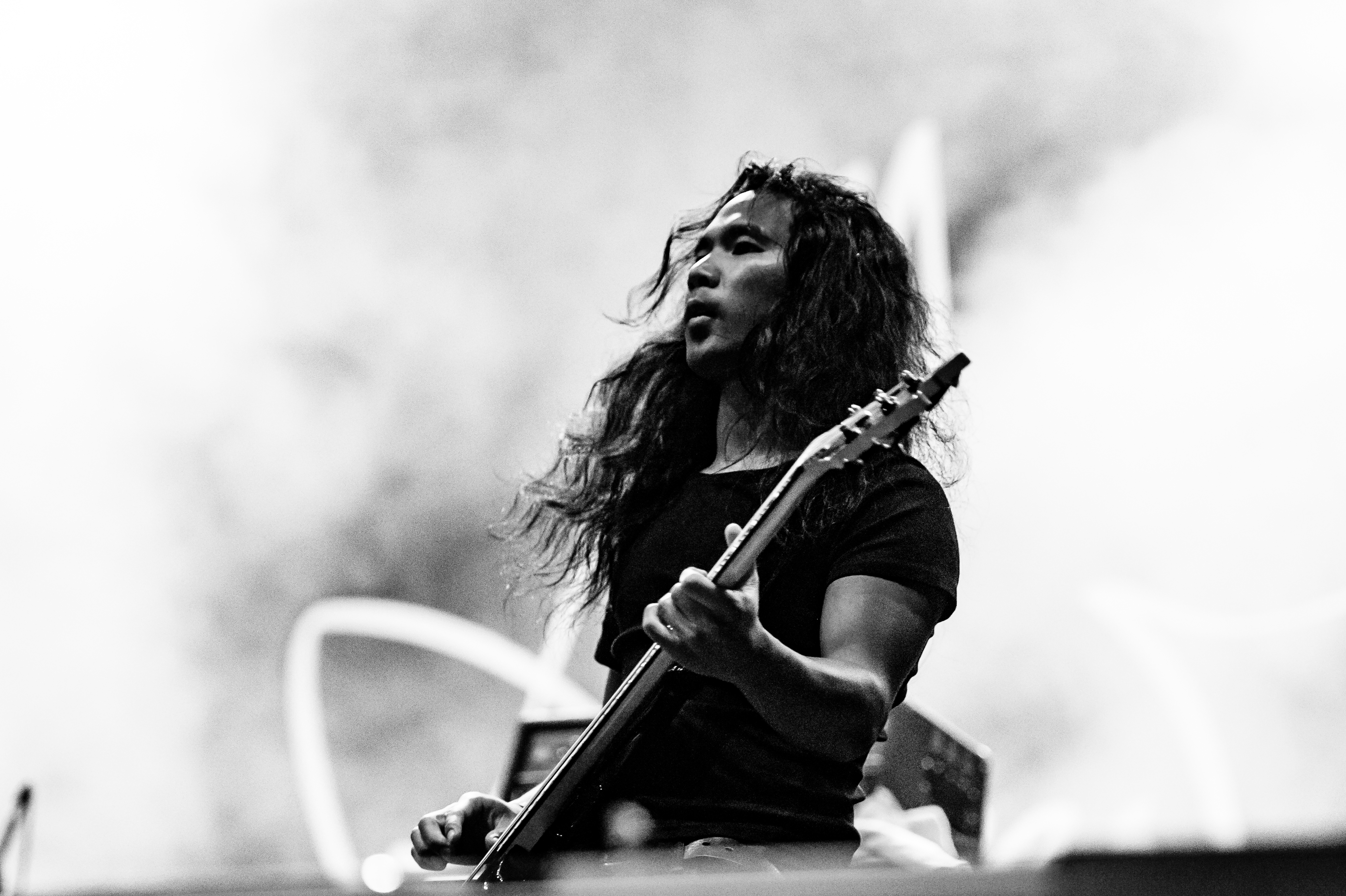
ایندریا سارای نوازنده باس در سال ۲۰۱۷

بعد از اینکه آلسِست در مارس ۲۰۰۷ با پروفسی پروداکشن (Prophecy Productions) قرارداد امضا کرد، آلبوم اول گروه به نام «سوونیر دون اوتر موند» (Souvenirs d'un autre monde) در اوایل ماه اوت همان سال منتشر شد و با گروه‌هایی مانند «مای بلادی ولنتاین» (My Bloody Valentine) و «جسو» (Jesu) مقایسه شد. بر اساس نوشته براندون استوزی از وب‌سایت پیچفورک (Pitchfork)، این آلبوم «کاملاً بلک متال نیست» و او آن را با «یک نسخه سبک‌تر از شوگیزینگ جسو» مقایسه کرد.
آلبوم اول آلسِست «خاطراتی از دنیایی دیگر» (به فرانسوی: Souvenirs d'un autre monde) نمایانگر یک تحول بزرگ در صدای گروه به سمت پست-بلک متال و آمیخته با عناصر آمبینت بود. این آلبوم توانست توجه بسیاری از علاقه‌مندان به موسیقی راک و متال را به خود جلب کند.
در اوت ۲۰۰۷، «تریستس ایورنال» (Tristesse Hivernale) به عنوان یک اثر تقسیم شده با گروه بلک متال فرانسوی «آنگمار» (Angmar) توسط نورترن سایلنس پروداکشن (Northern Silence Productions) منتشر شد. همچنین گروه در تاریخ ۳۰ نوامبر ۲۰۰۹ EP تقسیم شده با گروه فرانسوی «له دیسکریت» (Les Discrets) منتشر کرد.
آلبوم دوم آلسِست به نام «اکای دو لون» (Écailles de Lune) در تاریخ ۲۹ مارس ۲۰۱۰ منتشر شد. این آلبوم به شدت مورد انتظار بود و با نقدهای بسیار مثبت از منتقدان موسیقی همراه بود. ند راگت از وب‌سایت آل‌میوزیک (AllMusic) نوشت که این آلبوم «از ادغام متقاعد کننده تئاتری بلک متال و پژواک‌های و پس‌زمینه‌هایی از جلوه‌های شوگیز به صورت کاملاً احاطه کننده استفاده می‌کند، حتی اگر رهبر گروه نژ در ابتدا به طرز ناخودآگاهی به این صدا نزدیک شده باشد.»
این آلبوم ادامه‌ای بود به طراحی صدای منحصر به فرد آلسِست که عناصر بلک متال، پست-بلک متال و آمبینت را با هم ترکیب می‌کند. این آلبوم تجربه‌ای شناخته‌شده از خلاقیت نژ در ایجاد جوانه‌های تازه در ژانر پست-بلک متال بود.

در این دوره، آلسِست موفق به ایجاد یک هویت موسیقایی بی‌نظیر و شناخته‌شده در دنیای موسیقی پست-بلک متال شد. 

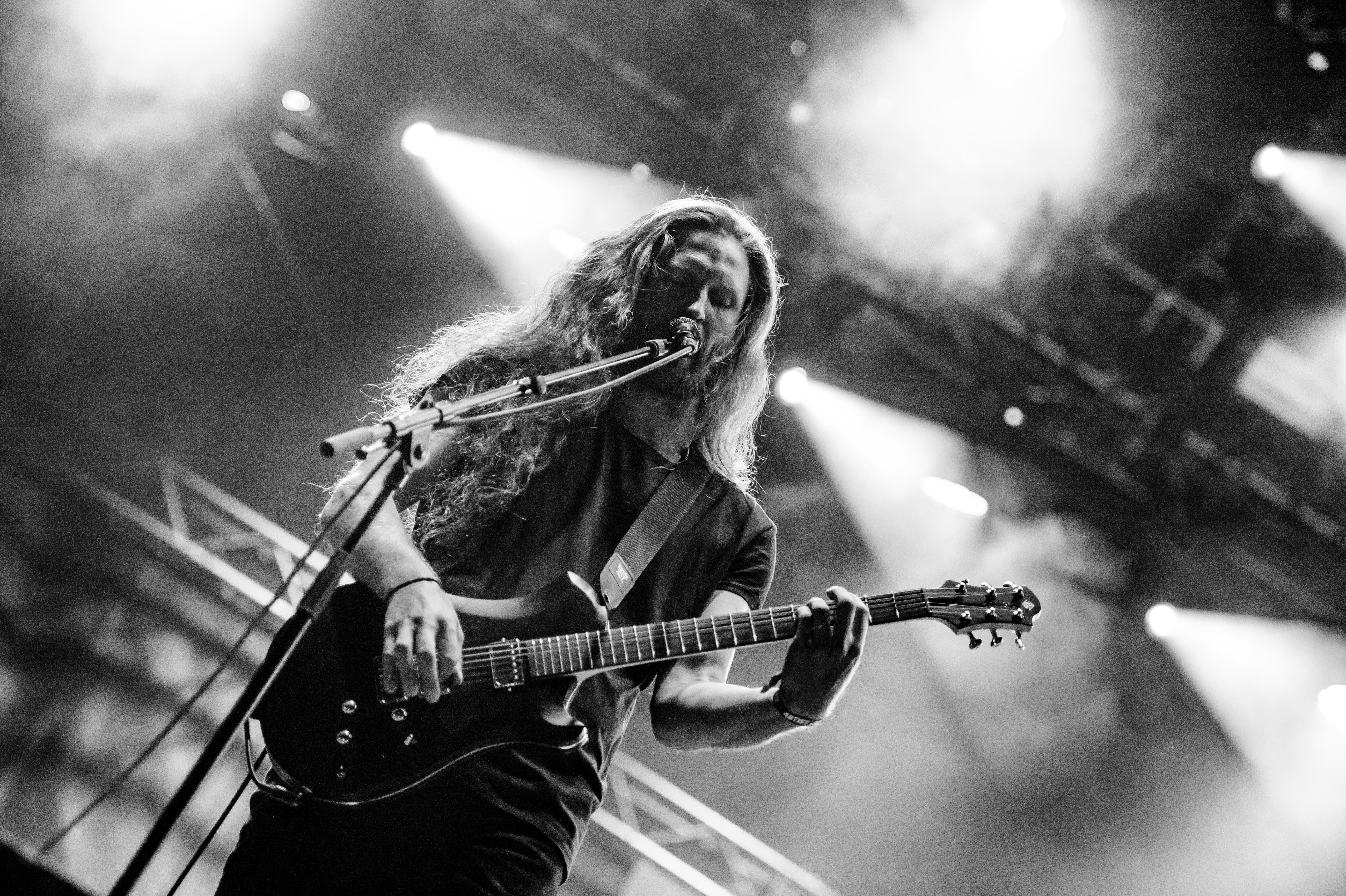
گیتاریست زیرو در سال ۲۰۱۷

## اعضا

### اعضای کنونی
- استفان «نژ» پاوت – خواننده اصلی، گیتار، ساز شستی‌دار (۲۰۰۰-اکنون)، درام (ساز) (۲۰۰۰–۲۰۰۹)، گیتار بیس (۲۰۰۱-اکنون)
- ژان «وینترهالتر» دفلاندره - درام، سازهای کوبه ای (۲۰۰۹-اکنون)

#### نوازندگان اجراهای زنده
- پیر «زیرو» کورسون - گیتار، همخوان (موسیقی) (۲۰۱۰-اکنون)
- ایندریا سارای - باس (۲۰۱۰-اکنون)

### اعضای سابق
- لودویک «آگنور» فوره - گیتار لید (۲۰۰۰–۲۰۰۱)
- أرگوت - باس (۲۰۰۰–۲۰۰۱)

#### نوازندگان اجراهای زنده سابق
- فیورسی تیسیر - باس (۲۰۱۰)
- زوئی - گیتار (۲۰۱۳)

## آهنگ‌شناسی

### آلبوم‌های استودیویی
- ۲۰۰۷ - Souvenirs d'un autre monde (به فارسی: خاطراتی از دنیایی دیگر)
- ۲۰۱۰ - Écailles de lune (به فارسی: مقیاس‌های ماه)
- ۲۰۱۲ - Les Voyages de l'âme (به فارسی: سفرهای روح)
- ۲۰۱۴ - Shelter (به فارسی: پناه گاه)
- ۲۰۱۶ - Kodama (به فارسی: کوداما)
- ۲۰۱۹ - Spiritual Instinct (به فارسی: غریزه روحانی)

*ترجمهٔ نام آلبوم‌ها ممکن است معنای دقیقی از عناوین اصلی را منتقل نکند.

### اجراهای تمدید شده
- راز (۲۰۰۵، نسخه ضبط شده مجدد در سال ۲۰۱۱)
- سیزن زنده بی‌بی‌سی (۲۰۱۲)
- حفاظت (۲۰۱۹)

### آلبوم‌های تقسیم شده
- Aux Funérailles du Monde. . . /Tristesse Hivernale با آنگمار (۲۰۰۷)
- Alcest / Les Discrets with Les Discrets (۲۰۰۹)

### آلبوم دمو
- Tristesse Hivernale (۲۰۰۱)

### تک‌آهنگ‌ها
| عنوان                   | سال  | آلبوم       |
| ----------------------- | ---- | ----------- |
| "زمان دیگر"             | ۲۰۱۱ | سفرهای روح  |
| "اپال"                  | ۲۰۱۳ | پناه        |
| "به درون امواج"         | ۲۰۱۴ | پناه        |
| "پرندگان شکاری"         | ۲۰۱۶ | کوداما      |
| "من اهل جای دیگری هستم" | ۲۰۱۶ | کوداما      |
| "حفاظت"                 | ۲۰۱۹ | غریزه معنوی |
| "یاقوت کبود"            | ۲۰۱۹ | غریزه معنوی |

### به عنوان مهمان
- حضور ویژه در آهنگ «کیلان میکلا هویتیر ساندار» از آلبوم زیر نور سرد شمالی (۲۰۲۱)